# Die (hudebník)
Die (* 20. prosince 1974) je japonský hudebník a kytarista skupiny Dir en grey, ve které působí od jejího začátku. Působil též ve skupině La:Sadie's a Ka･za･ri. V roce 2015 oznámil, že se stává kytaristou a zpěvákem v side-skupině DECAYS. Die napsal jako druhý ve skupině nejvíce písní (hned po druhém kytaristovi Kaoru). Jeho písně jsou obvyklé vysokou rychlostí např.: „304 Goushitsu, Hakushi no Sakura", „Riyuu" a „Mr. Newsman".

## Vybavení
Die je podepsaný pod značku ESP, ta mu dodává většinu kytar, trsátek a popruhů. Má dva druhy svým signature kytar. Jmenují se DDT a D-DR a obě jsou založené na těle klasického Telecasteru. Originální DDT model je kopií těla, ale novější model D-DR má tělo s kombinací Telecasteru a ESP F-body. Živě většinou používá komba a kabinety od Mesa/Boogie.
Oba signature modely jsou dostupné jako repliky v Japonsku díky ESP a Edwards kytarám. ESP nabízí repliky D-DR 300 a DDT #00004. Edwards nabízí repliku stejného modelu jako ESP a miniaturu DDT.

### Kytary
| Značka | Model             | Poznámky |
| ------ | ----------------- | --- |
| ESP    | DDT #00001        | Diova první signature a hlavní kytara D-DR série.                                                                                    |
| ESP    | DDT #00002        | Jediná průhledná černá verze DDT série.                                                                                              |
| ESP    | DDT #00003        | Jediná průhledná tmavá zelená verze DDT série, též první, která měla napsané „Dir En Grey" na 12. pražci.                            |
| ESP    | DDT #00004        | Stejná jako DDT #00001, ale též s logem na 12. pražci.                                                                               |
| ESP    | DDT #00005        | Stejná jako DDT #00003, ale červená jako DDT #00001 a DDT #00004.                                                                    |
| ESP    | D-DR Prototypes   | Prototyp D-DR série a Dieova první baritonová kytara s 27 palcovým krkem, namísto 25.5 palcového jako u DDT série.                   |
| ESP    | D-DR 300          | Dieova druhá signature série od ESP, od které má různé modely. D-DR 300 má stejnou délku krku, jako prototyp, ale o 5 mm tenčí tělo. |
| ESP    | D-DR 300 7-String | Od alba Dum Spiro Spero; používá ADADGBE a A# standard ladění.                                                                       |
| ESP    | MC Custom         | Má kovové šedé tělo. |
| ESP    | Eclipse Custom    | Má šedou a černou barvu hadí kůže na těle. Jediná Dieova kytara, která má tři snímače. Může být viděna živě na „Karasu".             |
| ESP    | VP-SL7 7-String   | Rudá sedmistrunná Viper; stejné ladění použité na D-DR 7-Strings                                                                     |
| ESP    | Die TE Custom     | Má dva různé modely |
| ESP    | Die LP Custom     | žádný |
| ESP    | MA-300 SA         | Akusticky použit na Gauze |
| Fender | Esquire           | Použita na nahrávání. |
| Morris | MT5000            | Nejčastěji používána akustictická kytara.                                                                                            |

### Snímače a další vybavení
- Mesa/Boogie 6x Red Leather 4x12 Standard Rectifier Cabinet
- Mesa/Boogie Red Leather Road King Head
- Mesa/Boogie TriAxis Preamp
- Mesa/Boogie Red Leather Dual Rectifier Solo Head
- 2x VHT Power Amps
- Roland JC-120 Combo Amp
- Boss FV-300L Volume Pedal
- Dunlop Crybaby 95Q Wah
- Digital Music Corp. Ground Control Pro Foot Controller
- Tech 21 SansAmp PSA-1 Preamp
- MoogerFooger MF-102 Ring Modulator Pedal
- EHX POG
- EHX Small Clone Chorus
- MXR Phase 100
- EMG SA pickups at both bridge and neck on DDT #00001 and #00004
- Seymour Duncan SSL-4 at neck and ESP SS-RI-120R at bridge on DDT #00002, #00003, #00005, and the D-DR Prototypes.
- Seymour Duncan SH-1N at neck and SH-6B at bridge on D-DR 300
- ESP custom-printed picks
- ESP Dir En Grey series guitar strap

V DVD, které obsahuje limitovanou edici jejich nového singlu Die používá Electro-Harmonix Metal Muff.
Jejich dřívějších interview s GiGS No. 315, Die a Kaoru používají WARZY DRIVE od Shark Effect pro Dropped A ladění. Die též vylepšil jeho POG na POG2, The Eventide TIME FACTOR byl přidán a jeho Elekctro Hramonix Small Clone byla modifikována.